# 新潮新書
新潮新書（しんちょうしんしょ）は、新潮社が発行する新書レーベル。2003年4月刊行開始。キャッチコピーは「現代を知りたい大人のために 700円で充実の2時間」。

## 概要
新潮社は新潮文庫と写真週刊誌『フォーカス』の売り上げが収益の大きな柱となっていた。『フォーカス』廃刊後、新たな収入源を考えていたところ、『新書ブーム』に乗る形で新書を出すこととなった。内容は文庫の新レーベルとして企画され失敗した「新潮社Oh!文庫」を参考に、新潮文庫では扱わなかった柔らかいものが選ばれた。表紙の色に薄茶色が選ばれたのはそれまでの新書になかった色だからである。
多忙な執筆者の時間節約のためと、コンプセント（商品の売り、開発理念）が電車の往復時間で読める雑誌感覚の新書ゆえに、他の大手の新書よりもやや薄めで、『バカの壁』の他、麻生太郎『とてつもない日本』、与謝野馨『堂々たる政治』など多くが口述筆記で著されている。
また、雑誌連載コラムをまとめたもの（野口武彦の幕末シリーズなど）や、主著の副読本の形で、ドナルド・キーン『明治天皇をかたる』（主著は新潮文庫全4巻）などを出している。後発組だったが、2006年2月に創刊から3年弱で推計発行部数1,000万部を突破した。この記録は新書では史上最速とされる。刊行数は2010年末に400点を突破した。

## ベストセラー
- 『バカの壁』養老孟司著 : 437万3000部[3]
- 『国家の品格』藤原正彦著 : 270万部[4]
- 『人は見た目が9割』竹内一郎著 : 113万部[5]